# 28-й дивизион вспомогательных судов (Украина)
28-й дивизион вспомогательных судов (28 ДнДС, в/ч А3053) — постоянное военное формирование вспомогательных судов Военно-Морских Сил Украины с местом базирования на ВМБ «Юг», Одесса. До 2018 года именовался 28-й отдельный дивизион поисково-спасательных судов Западной военно-морской базы (28 ОДнПСС ЗВМБ).

## История
В ходе раздела Черноморского флота ВМФ СССР дивизион был создан в 1997 году в Севастополе. До аннексии Крыма Россией весной 2014 года — 28-й отдельный дивизион аварийно-спасательных судов (28 ОДнАРС, в/ч А4414) имел местом дислокации Севастопольскую военно-морскую базу (в/ч А4408, Севастополь, бухта Стрелецкая). После аннексии Крыма Россией в 2014 году часть личного состава бригады, сохранившия верность присяге Украины, была перебазирована в Одессу. Оставшиеся моряки перешли в ВМФ РФ, часть уволилась со службы. Также в Крыму в марте были захвачены все корабли соединения, часть которых была возвращена Украине в 2014 году.

## Структура

### В 2014
- Спасательное буксирное судно «Кременец» (б/н U705)
- Спасательный буксир «Изяслав» (б/н U706)
- Пожарный дезактивационный катер «Борщев» (б/н U722)
- Рейдовый водолазный катер «Ромны» (б/н U732)
- Рейдовый водолазный катер «Токмак» (б/н U733)
- Санитарный катер «Сокаль» (б/н U782)
- Килекторное судно «Шостка» (б/н U852)
- Плавучий состав «Золотоноша» (б/н U855)
- Рейдовый буксир «Дубно» (б/н U953)

### В 2021
- Минный заградитель (ранее судно размагничивания) проекта 130 «Балта» (б/н М361, в/ч А3053М)[2]
- Водолазное судно проекта 535М «Почаев» (б/н А701, в/ч А3053П)
- Поисково-спасательное судно «Александр Охрименко» (б/н А715, в/ч А3053Х)
- Рейдовый водолазный катер «РВК-258» (А724, в/ч А3053А)
- Рейдовый водолазный катер проекта РВ-1415 «Ромны» (б/н А732, А3053Р)
- Санитарный катер проекта СК620 «Сокаль» (б/н А782, в/ч А3053Х)

## Командиры
- капитан 2 ранга Афанасенко Евгений Николаевич (201? — 2014), остался в Крыму, перешёл в ВС РФ
- капитан 3 ранга Лежнюк Виталий Валерьевич (2016—2017)